# Dörflas (Bindlach)
Dörflas ist ein Gemeindeteil in der Gemeinde Bindlach im Landkreis Bayreuth (Oberfranken, Bayern). Dörflas liegt in der Gemarkung Euben.

## Geografie
Der Weiler liegt am Bremermühlbach, einem linken Zufluss der Trebgast. Ein Anliegerweg 0,2 km südöstlich führt zu einer  Gemeindeverbindungsstraße, die nach Bremermühle zur Kreisstraße BT 14 (1,3 km nördlich) bzw. nach Pferch verläuft (0,6 km südlich).

## Geschichte
Dörflas gehörte zur Realgemeinde Haselhof. Gegen Ende des 18. Jahrhunderts bestand Dörflas aus zwei Anwesen. Die Hochgerichtsbarkeit stand dem bayreuthischen Stadtvogteiamt Bayreuth zu. Grundherren waren der Langheimer Amtshof (1 Ganzhof) und das Rittergut Thurnau (1 Ganzhof).
Von 1797 bis 1810 unterstand der Ort dem Justiz- und Kammeramt Bayreuth. Mit dem Gemeindeedikt wurde Dörflas dem 1812 gebildeten Steuerdistrikt Ramsenthal und der zugleich gebildeten Ruralgemeinde Haselhof zugewiesen. Mit dem Gemeindeedikt von 1818 erfolgte die Eingemeindung nach Euben. Ein Anwesen unterstand in der freiwilligen Gerichtsbarkeit bis 1820 dem Patrimonialgericht Thurnau. Am 1. Januar 1978 wurde Dörflas im Zuge der Gebietsreform in Bayern nach Bindlach eingegliedert.

### Einwohnerentwicklung
| Jahr      | 001819 | 001822 | 001861 | 001871 | 001885 | 001900 | 001925 | 001950 | 001961 | 001970 | 001987 |
| Einwohner | 12     | 13     | 59     | 20     | 19     | 19     | 17     | 27     | 20     | 17     | 11     |
| Häuser    |        | 2      |        |        | 4      | 3      | 2      | 2      | 4      |        | 4      |
| Quelle    | [ 9 ]  | [ 6 ]  | [ 10 ] | [ 11 ] | [ 12 ] | [ 13 ] | [ 14 ] | [ 15 ] | [ 16 ] | [ 17 ] | [ 1 ]  |

## Religion
Dörflas ist evangelisch-lutherisch geprägt und nach St. Bartholomäus (Bindlach) gepfarrt.